# Xysticus pseudobliteus
Xysticus pseudobliteus är en spindelart som först beskrevs av Simon 1880.  Xysticus pseudobliteus ingår i släktet Xysticus och familjen krabbspindlar. Inga underarter finns listade i Catalogue of Life.